# 卡姆登路站
卡姆登路站（英語：Camden Road railway station）是伦敦地上铁北伦敦线的一座车站，位于北伦敦的卡姆登区，属于第2收费区。

## 历史
- 1850年，本站开通，位于圣潘克拉斯路东侧。
- 1870年7月1日，车站名称改为卡姆登镇站。
- 1870年12月5日，车站关闭，原址东侧的新站启用[4]，位于皇家学院街和卡姆登路路口。
- 1950年9月25日，为避免和1907年启用的伦敦地铁北线的卡姆登镇站混淆，车站改为原名。

## 列车服务
非高峰期：
- 西行列車經威爾斯登交匯站至里士满站方向：每小时4班
- 西行列車經威爾斯登交匯站至克拉珀姆交汇站方向：每小时2班（夜间不服务）
- 東行列車經海布里及伊斯靈頓站至克拉珀姆交汇站方向：每小时6班（部分清晨及深夜列車以本站為起終點）[5]

## 其他
在1907年至1950年期间，曾一度有两个卡姆登镇站并存，因车站名称相同但位置不同（卡姆登镇站位于本站西南450米），常常令乘客混淆。然而照片则显示卡姆登镇站仍存在于现在的站舍的女儿墙上，此外本站是英国少数有警察局驻扎在火车站的车站之一。
本站亦有货运服务，用集装箱货运通过北伦敦线在卡姆登交汇处连接西海岸主线（通过已关闭的樱草花山站）和在哥本哈根交汇处连接东海岸主线与各个深水港口间输送货物。
为保证4编组列车在伦敦地上铁顺利运行，本站至斯特拉特福德站区间自2010年2月至6月1日关闭，用于安装新的信号系统。直至2011年5月，每周日仍会出现在信号升级期间导致列车班次减少的情况。